# Gotzon Martín
Gotzon Martín Sanz (Orozco, Vizcaya, 15 de febrero de 1996) es un ciclista español que compite con el equipo Euskaltel-Euskadi.

## Biografía

### Inicios
Nacido en Orozco en el País Vasco, Gotzon se inició en el ciclismo a una edad temprana, junto a su padre. Su abuelo y su padre han practicado el ciclismo en el pasado. En edad escolar, tomó lecciones en la clase pedagógica organizada por la Fundación Euskadi, donde practicaba bicicleta de montaña. Fue en esta ocasión cuando conoció a Miguel Madariaga, presidente de la fundación vasca. Luego se incorporó al Club Ciclista Ugao, con la que participó en sus primeras competiciones de ruta.

### Carrera amateur
Entre los juveniles, menores de 18, se distinguió en el País Vasco al obtener varias victorias. También tuvo sus primeras convocatorias para la selección nacional en 2014, en particular para los mundiales de ciclocross, donde ocupó el puesto 31.º, y para los mundiales de ruta en Ponferrada, donde finalizó 57.º. Luego se incorporó al equipo de Fundación Euskadi-EDP en 2015.
En 2016 ganó el Torneo Lehendakari, ranking que premia al mejor corredor amateur del País Vasco, gracias a numerosos lugares de honor. En 2017 ganó en el Circuit d'Escalante, carrera autonómica, superando en el sprint al ex-profesional Javier Ruiz de Larrinaga.
 Ese mismo año, finalizó sexto en el Aiztondo Klasika y octavo en el Circuito Guadiana, dos pruebas del calendario de la Copa de España y decimoctavo en la Ronde de l'Isard. También obtuvo puestos de honor en carreras del calendario amateur vasco.

### Carrera profesional
En 2018 la Fundación Euskadi se convierte en un equipo continental. Gotzon Martín se convierte así en corredor profesional allí.
En 2019 ganó el Gran Premio Abimota, una carrera por etapas del calendario nacional portugués.

## Palmarés
2019
- Gran Premio Abimota

## Resultados

### Grandes Vueltas
| Carrera | Carrera         | 2018 | 2019 | 2020 | 2021 | 2022 | 2023 | 2024 |
| ------- | --------------- | ---- | ---- | ---- | ---- | ---- | ---- | ---- |
|         | Giro de Italia  | —    | —    | —    | —    | —    | —    | —    |
|         | Tour de Francia | —    | —    | —    | —    | —    | —    | —    |
|         | Vuelta a España | —    | —    | —    | 37.º | 76.º | —    | 51.º |

### Vueltas menores
| Carrera | Carrera              | 2018 | 2019 | 2020 | 2021 | 2022 | 2023 | 2024 |
| ------- | -------------------- | ---- | ---- | ---- | ---- | ---- | ---- | ---- |
|         | Volta a Cataluña     | —    | —    | —    | 61.º | 55.º | —    | —    |
|         | Vuelta al País Vasco | —    | —    | —    | 53.º | 42.º | 45.º | 84.º |

### Clásicas y Campeonatos
| Carrera               | Carrera               | 2018 | 2019 | 2020 | 2021 | 2022 | 2023 | 2024 |
| --------------------- | --------------------- | ---- | ---- | ---- | ---- | ---- | ---- | ---- |
| Flecha Valona         | Flecha Valona         | —    | —    | —    | —    | —    | —    | Ab.  |
| Clásica San Sebastián | Clásica San Sebastián | —    | —    | X    | 79.º | —    | —    |      |
| Mundial en Ruta       | Mundial en Ruta       | —    | —    | —    | —    | Ab.  | —    |      |
| España en Ruta        | España en Ruta        | 63.º | Ab.  | —    | —    | —    | Ab.  | 44.º |
| España Contrarreloj   | España Contrarreloj   | —    | —    | —    | —    | —    | —    | —    |

—: No participa

Ab.: Abandona

X: No se disputó

## Equipos
- Euskadi (2018-)
  - Team Euskadi (2018-2019)
  - Fundación-Orbea (01.2020-03.2020)
  - Euskaltel-Euskadi (04.2020-)